# Gerhard Kubik
Gerhard Kubik (Viena, 10 de desembre de 1934) és un etnomusicòleg, etnòleg i intèrpret de clarinet i guitarra. Va investigar les cultures d'Àfrica i la diàspora dels africans a l'Amèrica del Sud.

## Biografia
Gerhard Kubik va entrar en contacte amb el jazz el 1946 a l'antic sector nord-americà de Viena. Allí va conèixer, entre d'altres, la música de Glenn Miller, Cab Calloway, Lionel Hampton, George Lewis, Bunk Johnson i Charlie Parker. Després d'acabar el batxillerat Kubik va estudiar a la Universitat de Viena Jurisprudència i Ciències Polítiques africanes. El 1953 es va unir a la banda de jazz de Walter Terharen. El 1954 va començar a tocar amb la seva banda de jazz Musici, amb la qual va rebre el 1959 el primer premi del Festival de Jazz de Viena, poc abans de la dissolució de la banda.
Kubik va viatjar a l'Àfrica, quan encara era estudiant, entre l'octubre de 1959 i l'octubre de 1960, viatges als quals es va familiaritzar amb l'amadinda (una mena de xilòfon) d'Evaristo Muyinda i amb la música de la tribu dels Baganda. Després de d'altres viatges d'investigació el 1971 es va doctorar en Antropologia amb la tesi "Die Institution mukanda und assoziierte Einrichtungen bei den Vambwla/Vankangela und verwandten Ethnien in Südostangola" ("Les Institucions Mukanda i Institucions Associades al Vambwla/Vankangela i grups ètnics afins al Sud-Est d'Angola"), publicada el 1980 a l'edició de Teoria de la Música Africana. El 1974 va començar a ensenyar a la Universitat de Viena, a l'Institut d'Etnologia de la Universitat de Mainz i a diverses universitats i instituts a l'Àfrica i a Brasil.
Kubik va publicar llibres a partir del 1959, especialment de temes relacionats amb la música, la dansa, el totemisme, la tradició oral i l'educació a l'Àfrica i sobre la influència africana en la cultura de Veneçuela i Brasil. És reconegut internacionalment per la seva capacitat de recerca de la cultura africana intra-cultural. També apareix regularment des de 1973 a les bandes de música Kwela Band i Heritage Kwela Band de Donald Kachamba, com a clarinetista i guitarrista.
Kubik ha influït significativament, juntament amb l'etnomusicòleg Simha Arom, en les composicions de György Ligeti i en la manera de pensar poli-rítmica des dels anys 1980. En els últims anys recull les tradicions orals dels pobles del sud africà amb un equip del Centre de Literatura Oral de Malawi.

## Publicacions (selecció)
- Theory of African Music. 1994 [[Especial:Fonts_bibliogràfiques/9783795905606|ISBN 978-3-7959-0560-6]]
- Africa and the Blues. 1999 [[Especial:Fonts_bibliogràfiques/1578061466|ISBN 1-57806-146-6]]
- African Guitar: Audio visual filed recordings 1966-1993. DVD Vestapol 13017
- Zum Verstehen afrikanischer Musik. 2. Auflg., LIT, Münster 2004.
- Totemismus. Ethnopsychologische Forschungsmaterialien und Interpretationen aus Ost- und Zentralafrika, 1962-2002. LIT, Münster 2004.
- Tusona - Luchazi Ideographs. A Graphic Tradition of West-Central Africa. 2. Auflg., LIT, Münster 2006.